# La Guillotine permanente
 (mai 2024).
La mise en forme du texte ne suit pas les recommandations de Wikipédia : il faut le « wikifier ».
Les points d'amélioration suivants sont les cas les plus fréquents :
- Les titres sont pré-formatés par le logiciel. Ils ne sont ni en capitales, ni en gras.
- Le texte ne doit pas être écrit en capitales (les noms de famille non plus), ni en gras, ni en italique, ni en « petit »…
- Le gras n'est utilisé que pour surligner le titre de l'article dans l'introduction, une seule fois.
- L'italique est rarement utilisé : mots en langue étrangère, titres d'œuvres, noms de bateaux, etc.
- Les citations ne sont pas en italique mais en corps de texte normal. Elles sont entourées par des guillemets français : « et ».
- Les listes à puces sont à éviter, des paragraphes rédigés étant largement préférés. Les tableaux sont à réserver à la présentation de données structurées (résultats, etc.).
- Les appels de note de bas de page (petits chiffres en exposant, introduits par l'outil «  Source ») sont à placer entre la fin de phrase et le point final[comme ça].
- Les liens internes (vers d'autres articles de Wikipédia) sont à choisir avec parcimonie. Créez des liens vers des articles approfondissant le sujet. Les termes génériques sans rapport avec le sujet sont à éviter, ainsi que les répétitions de liens vers un même terme.
- Les liens externes sont à placer uniquement dans une section « Liens externes », à la fin de l'article. Ces liens sont à choisir avec parcimonie suivant les règles définies. Si un lien sert de source à l'article, son insertion dans le texte est à faire par les notes de bas de page.
- La présentation des références doit suivre les conventions bibliographiques. Il est recommandé d'utiliser les modèles {{Ouvrage}}, {{Chapitre}}, {{Article}}, {{Lien web}} et/ou {{Bibliographie}}. Le mode d'édition visuel peut mettre en forme automatiquement les références.
- Insérer une infobox (cadre d'informations à droite) n'est pas obligatoire pour parachever la mise en page.

Pour une aide détaillée, merci de consulter Aide:Wikification.
Si vous pensez que ces points ont été résolus, vous pouvez retirer ce bandeau et améliorer la mise en forme d'un autre article.
La Guillotine permanente est une chanson révolutionnaire écrite en 1793 dont l'auteur est inconnu. La mélodie est calquée sur la chanson Si le roi m'avait donné qui date de 1550.

## Paroles
Le député Guillotin

Dans la médecine

Très expert et très malin

Fit une machine

Pour purger le corps français

De tous les gens à projets

C'est la guillotine, ô gué

C'est la guillotine

Pour punir la trahison

La haute rapine

Ces amateurs de blasons

Ces gens qu'on devine

Voilà pour qui l'on a fait

Ce dont on connaît l'effet

C'est la guillotine, ô gué

C'est la guillotine

A force de comploter

La horde mutine

A gagné sans y penser

Migraine maline

Pour guérir ces messieurs-là

Un jour on les mènera

A la guillotine, ô gué

A la guillotine

De la France on a chassé

La noble vermine

On a tout rasé, cassé

Et tout mis en ruine

Mais de noble on a gardé

De mourir le cou tranché

Par la guillotine, ô gué

Par la guillotine

Messieurs les nobles mutins

Dont chacun s'échine

Soufflant par des efforts vains

La guerre intestine

Si nous vous prenons vraiment

Vous mourrez très noblement

A la guillotine, ô gué

A la guillotine

Le dix nous a procuré

Besogne de reste

Les traîtres ont abondé

C'est pis qu'une peste

Comme on n'en veut pas manquer

On punit sans déplanter

La machine reste, ô gué

La machine reste

## Enregistrements
- Catherine Ribeiro : 1989... déjà ! (1988)
- Jean-Louis Caillat : Chansons de la Révolution (1989)
- Marc Ogeret : Chante la Révolution (1989)